# Kolbeterberggraben
Der Kolbeterberggraben ist ein Bach im 14. Wiener Gemeindebezirk Penzing. Er ist ein linker Zubringer des Mauerbachs.

## Verlauf
Der Kolbeterberggraben hat eine Länge von 1200 m bei einer Höhendifferenz von 49 m. Sein Einzugsgebiet ist 0,9 km² groß.
Der Bach verläuft in Nord-Süd-Richtung durch den Bezirksteil Hadersdorf. Er entspringt am Südhang des Kolbeterbergs und mündet im Rückhaltebecken hinter der Anzengruberstraße linksseitig in den Mauerbach.
Beim Kolbeterberggraben besteht keine Gefahr von Überflutungen. Im Fall eines Jahrhunderthochwassers sind weder Infrastruktur noch Wohnbevölkerung betroffen.

## Ökologie

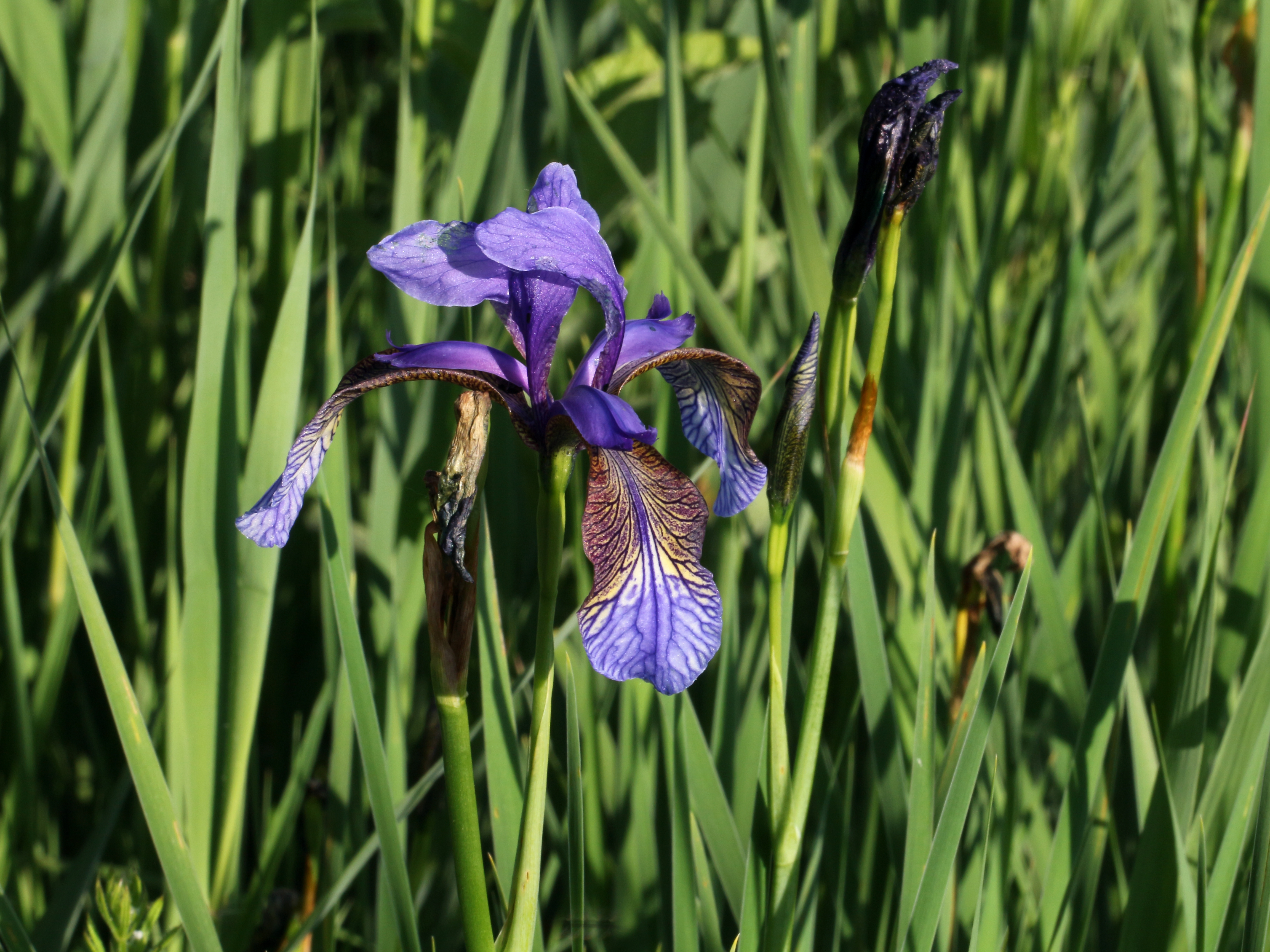
Sibirische Schwertlilie auf der Salzwiese im Quellgebiet des Kolbeterberggrabens

Die Salzwiese im Quellgebiet des Kolbeterberggrabens ist ein Naturdenkmal, das sich durch die Kombination bestimmter Pflanzenarten auszeichnet. Einerseits handelt es sich um eine überwiegend feuchte Pfeifengras-Brache, auf der Wohlriechender Lauch (Allium suaveolens), Sibirische Schwertlilie (Iris sibirica), Gras-Schwertlilie (Iris graminea) und Ungarische Platterbse (Lathyrus pannonicus subsp. pannonicus) gedeihen. Andererseits gibt es auch Trockenwiesen mit großer Artenvielfalt.

## Brücken
Der Kolbeterberggraben wird von folgenden Brücken gequert, gereiht in Fließrichtung:
- Kolbetersteg: Der 4 m lange und 2 m breite Steg wurde 1980 gebaut.
- Cottagebrücke: Die 5 m lange und 5 m breite Stahlbeton-Straßenbrücke der Cottagestraße wurde 1962 erbaut.
- Anzengruber-Brücke: Die 9 m lange und 13 m breite Stahlbeton-Straßenbrücke der Anzengruberstraße wurde 1968 errichtet.[4]